# Cyryl Klimowicz
Cyryl Klimowicz (in bielorusso Кіры́л Леапольдавіч Клімо́віч?; Amangeldi, 5 novembre 1952) è un vescovo cattolico bielorusso, dal 17 aprile 2003 vescovo di San Giuseppe a Irkutsk ed amministratore apostolico di Južno-Sachalinsk.

## Biografia
Cyryl Klimowicz è nato ad Amangeldi, nell'attuale Kazakistan, da genitori bielorussi di etnia polacca. Fino al 1965 ha vissuto in Bielorussia, per poi trasferirsi con la famiglia in Polonia.
Dopo aver frequentato le scuole superiori, nel 1974 è entrato nel seminario maggiore di Olsztyn, concludendo gli studi in teologia e filosofia nel 1980.
L'8 giugno dello stesso anno è stato ordinato presbitero per la diocesi di Varmia a Olsztyn dal vescovo Józef Glemp. In seguito è stato vicario cooperatore a Wydminy dal 1980 al 1983, a Pasłęk dal 1983 al 1988 e a Klewki pod Olsztynem dal 1988 al 1990. Il 23 luglio 1990 è stato nominato parroco e decano a Glębokie.

### Ministero episcopale
Il 13 ottobre 1999 papa Giovanni Paolo II lo ha nominato vescovo ausiliare di Minsk-Mahilëŭ e titolare di Arbe. Ha ricevuto l'ordinazione episcopale il 4 dicembre successivo nella cattedrale della Santa Vergine Maria a Minsk dal cardinale Kazimierz Świątek, arcivescovo metropolita di Minsk-Mahilëŭ, co-consacranti l'arcivescovo Dominik Hrušovský, nunzio apostolico in Bielorussia, e il vescovo di Hrodna Aleksander Kaszkiewicz.
Il 17 aprile 2003 lo stesso papa Giovanni Paolo II lo ha nominato vescovo di San Giuseppe a Irkutsk. Ha preso possesso della diocesi il 15 giugno successivo con una cerimonia nella cattedrale del Cuore Immacolato di Maria a Irkutsk; con tale nomina ha assunto anche l'incarico di amministratore apostolico di Južno-Sachalinsk.
Nel gennaio del 2009 e nel gennaio del 2018 ha compiuto la visita ad limina.
In seno alla Conferenza dei vescovi cattolici della Federazione Russa è presidente della commissione per la catechesi, della commissione per l'ecumenismo e il dialogo interreligioso e della commissione per il dialogo con i non credenti.
Oltre al bielorusso, parla russo, polacco e italiano.

## Genealogia episcopale
La genealogia episcopale è:
- Cardinale Scipione Rebiba
- Cardinale Giulio Antonio Santori
- Cardinale Girolamo Bernerio, O.P.
- Arcivescovo Galeazzo Sanvitale
- Cardinale Ludovico Ludovisi
- Cardinale Luigi Caetani
- Cardinale Ulderico Carpegna
- Cardinale Paluzzo Paluzzi Altieri degli Albertoni
- Papa Benedetto XIII
- Papa Benedetto XIV
- Papa Clemente XIII
- Cardinale Enrico Benedetto Stuart
- Papa Leone XII
- Cardinale Chiarissimo Falconieri Mellini
- Cardinale Camillo Di Pietro
- Cardinale Mieczysław Halka Ledóchowski
- Cardinale Jan Maurycy Paweł Puzyna de Kosielsko
- Arcivescovo Józef Bilczewski
- Arcivescovo Bolesław Twardowski
- Arcivescovo Eugeniusz Baziak
- Papa Giovanni Paolo II
- Arcivescovo Tadeusz Kondrusiewicz
- Cardinale Kazimierz Świątek
- Vescovo Cyryl Klimowicz